# Elezioni parlamentari in Australia del 2019
Le elezioni parlamentari in Australia del 2019 si sono tenute il 18 maggio per il rinnovo del Parlamento federale (Camera dei rappresentanti e Senato). 
In seguito all'esito elettorale, Scott Morrison, espressione del Partito Liberale d'Australia, è divenuto Primo ministro, nell'ambito di un governo con Partito Nazionale Liberale del Queensland e Partito Nazionale d'Australia.

## Risultati

### Camera dei rappresentanti
| Liste                                       | Voti       | %     | Seggi |
| ------------------------------------------- | ---------- | ----- | ----- |
| Partito Laburista Australiano               | 4 752 160  | 33,34 | 68    |
| Partito Liberale d'Australia                | 3 989 404  | 27,99 | 44    |
| Verdi Australiani                           | 1 482 923  | 10,40 | 1     |
| Partito Nazionale Liberale del Queensland   | 1 236 401  | 8,67  | 23    |
| Partito Nazionale d'Australia               | 642 233    | 4,51  | 10    |
| United Australia Party                      | 488 817    | 3,43  | –     |
| One Nation                                  | 438 587    | 3,08  | –     |
| Animal Justice Party                        | 116 675    | 0,82  | –     |
| Partito Democratico Cristiano               | 97 513     | 0,68  | –     |
| Fraser Anning's Conservative National Party | 77 203     | 0,54  | –     |
| Katter's Australian Party                   | 69 736     | 0,49  | 1     |
| Alleanza di Centro                          | 46 931     | 0,33  | 1     |
| Cacciatori, Pescatori e Agricoltori         | 41 479     | 0,29  | –     |
| Country Liberal Party                       | 38 837     | 0,27  | –     |
| Australia Sostenibile                       | 35 618     | 0,25  | –     |
| Partito Liberal Democratico                 | 34 666     | 0,24  | –     |
| Partito della Giustizia                     | 26 803     | 0,19  | –     |
| Western Australia Party                     | 25 298     | 0,18  | –     |
| Cristiani Australiani                       | 23 802     | 0,17  | –     |
| Partito Laburista Democratico               | 18 287     | 0,13  | –     |
| Rise Up Australia Party                     | 14 032     | 0,10  | –     |
| Altri <0,10%                                | 74 009     | 0,52  | –     |
| Indipendenti                                | 479 836    | 3,37  | 3     |
| Non affliati                                | 2 143      | 0,02  | –     |
| Totale                                      | 14 253 393 | 100   | 151   |

- Two-party-preferred vote

| Liste                                                 | Voti       | %     | Seggi |
| ----------------------------------------------------- | ---------- | ----- | ----- |
| Coalizione Liberale-Nazionale (LPA - LNP - NPA - CLP) | 7 344 813  | 51,53 | 77    |
| Partito Laburista Australiano                         | 6 908 580  | 48,47 | 68    |
| Totale                                                | 14 253 393 | 100   | 145   |

### Senato
| Liste                                                        | Voti       | %     | Seggi |
| ------------------------------------------------------------ | ---------- | ----- | ----- |
| Coalizione Liberale/Nazionale                                | 3 152 483  | 21,59 | 6     |
| Partito Laburista Australiano                                | 2 804 018  | 19,20 | 11    |
| Verdi Australiani                                            | 1 488 427  | 10,19 | 6     |
| Partito Laburista Australiano/Country Labor                  | 1 400 295  | 9,59  | 2     |
| Partito Liberale d'Australia                                 | 1 204 039  | 8,24  | 9     |
| Partito Nazionale Liberale del Queensland                    | 1 128 730  | 7,73  | 3     |
| One Nation                                                   | 788 203    | 5,40  | 1     |
| United Australia Party                                       | 345 199    | 2,36  | –     |
| Help End Marijuana Prohibition                               | 262 426    | 1,80  | –     |
| Cacciatori, Pescatori e Agricoltori                          | 253 267    | 1,73  | –     |
| Animal Justice Party                                         | 183 996    | 1,26  | –     |
| Partito Liberal Democratico                                  | 169 735    | 1,16  | –     |
| Partito Laburista Democratico                                | 149 970    | 1,03  | –     |
| Partito della Giustizia                                      | 105 459    | 0,72  | –     |
| Conservatori Australiani                                     | 102 769    | 0,70  | –     |
| Partito Democratico Cristiano                                | 94 301     | 0,65  | –     |
| Fraser Anning's Conservative National Party                  | 94 130     | 0,64  | –     |
| Rise Up Australia Party                                      | 64 344     | 0,44  | –     |
| Australia Sostenibile                                        | 59 349     | 0,41  | –     |
| Partito Pirata                                               | 53 888     | 0,37  | –     |
| Independents For Climate Action                              | 53 453     | 0,37  | –     |
| Katter's Australian Party                                    | 51 407     | 0,35  | –     |
| Health Australia Party                                       | 39 643     | 0,27  | –     |
| Country Liberal Party                                        | 38 513     | 0,26  | 1     |
| The Great Australian Party                                   | 34 199     | 0,23  | –     |
| The Small Business Party                                     | 32 751     | 0,22  | –     |
| Jacqui Lambie Network                                        | 31 383     | 0,21  | 1     |
| Climate Action! Immigration Action! Accountable Politicians! | 31 113     | 0,21  | –     |
| Alleanza di Centro                                           | 28 416     | 0,19  | –     |
| Australian Workers Party                                     | 28 381     | 0,19  | –     |
| Democratici Australiani                                      | 24 992     | 0,17  | –     |
| Partito Nazionale d'Australia                                | 24 377     | 0,17  | –     |
| Cristiani Australiani                                        | 23 983     | 0,16  | –     |
| Altri <20.000 voti                                           | 197 267    | 1,35  | –     |
| Indipendenti                                                 | 60 019     | 0,41  | –     |
| Totale                                                       | 14 604 925 | 100   | 40    |